# Wikipédia en komi
Wikipédia en komi (en komi : Коми Википедия [Komi Vikipedija]) est l’édition de Wikipédia en komi dans sa variante Komi-zyriène, langue permienne parlée dans la république des Komis en Russie. L'édition est lancée a priori en août 2004, mais dans les faits en mars 2005. Son code est : kv.
Au 21 mars 2025, l'édition en komi contient 5 687 articles et compte 15 672 contributeurs, dont 26 contributeurs actifs et 1 administrateur.

## Présentation

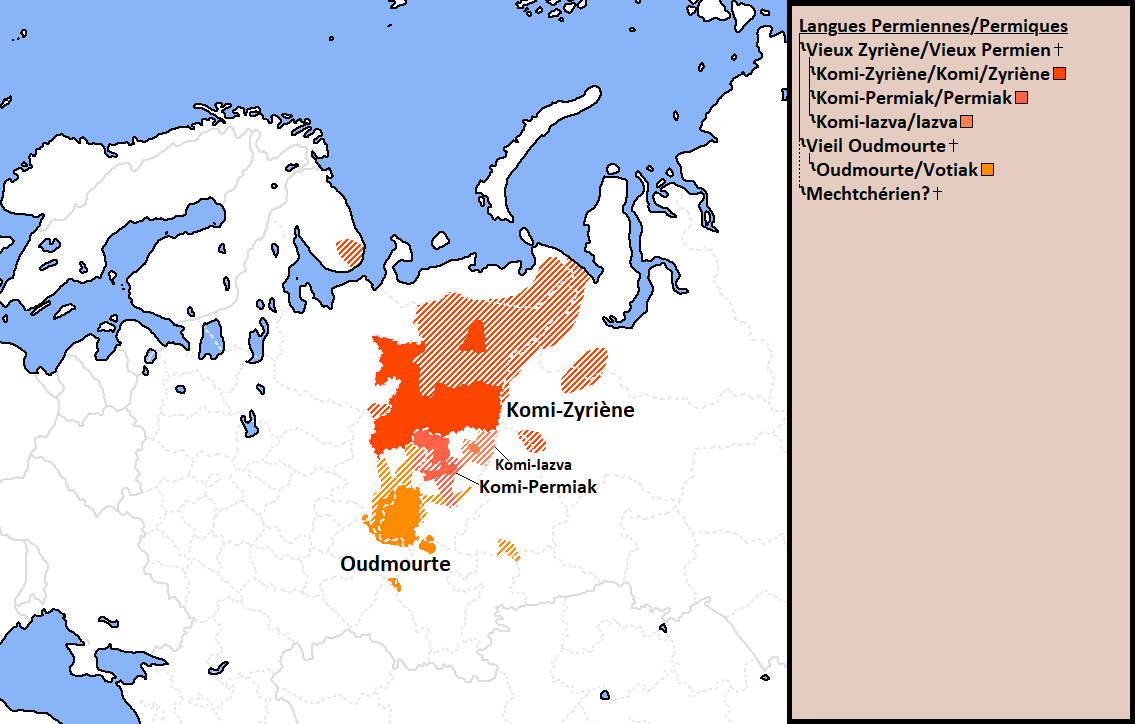
Aire de diffusion du komi au sein des Langues permiennes.

## Statistiques
- Le 10 mars 2015, l'édition en komi compte 4 387 articles et 6 555 utilisateurs enregistrés[3], ce qui en fait la 162e[4] édition linguistique de Wikipédia par le nombre d'articles et la 197e[5] par le nombre d'utilisateurs enregistrés, parmi les 287 éditions linguistiques actives.
- Le 10 octobre 2022, elle contient 5 491 articles et compte 13 367 contributeurs, dont 19 contributeurs actifs et 1 administrateur.
- Le 25 septembre 2024, elle contient 5 533 articles et compte 15 233 contributeurs, dont 16 contributeurs actifs et 1 administrateur.